# Ковалевичі (Мінська область)
 Ковалевичі (біл. вёска Кавалевічы) — село в складі Пуховицького району Мінської області, Білорусь. Село підпорядковане Новопольській сільській раді, розташоване в центральній частині області.